# تكلس ضموري (أنسجة)

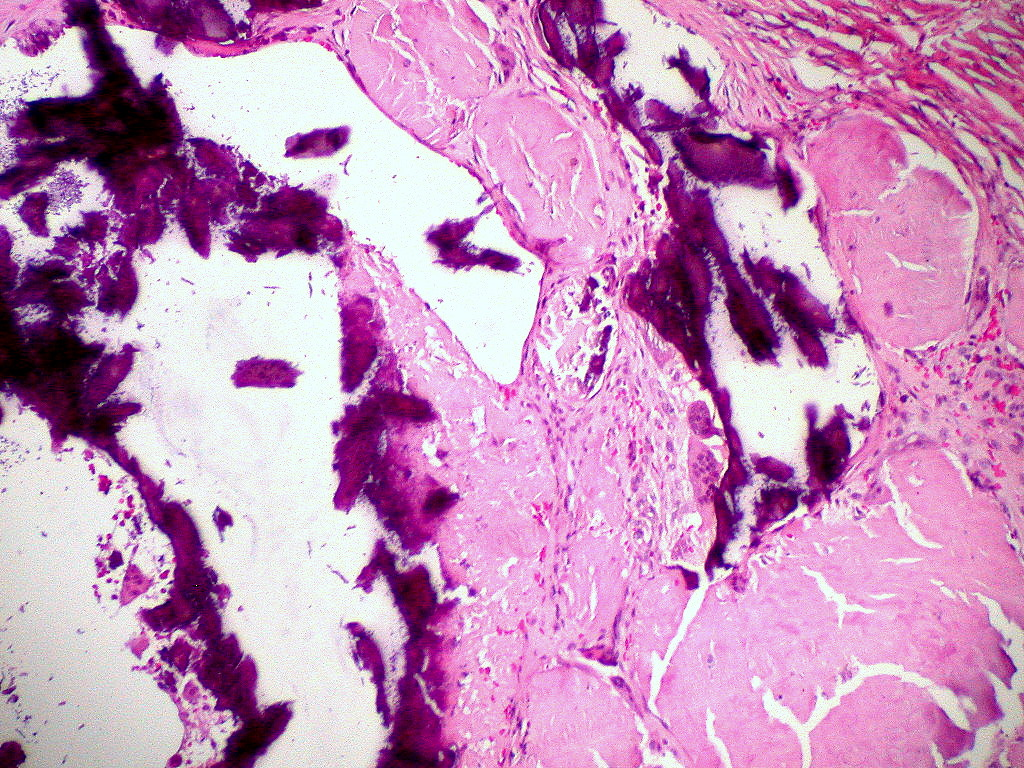
داء النشواني ، تكلس ضمور

التكلس الضمور ( DC ) هو التكلس الذي يحدث في الأنسجة المتدهورة أو النخرية، كما هو الحال في الندوب المتحللة، والبؤر المتدهورة في الورم العضلي الأملس، والعقيدات الجبنية. يحدث هذا كرد فعل لتلف الأنسجة،  بما في ذلك نتيجة زرع جهاز طبي.

يمكن أن يحدث تكلس ضمور حتى لو لم ترتفع كمية الكالسيوم في الدم (يؤدي اختلال التوازن المعدني الجهازي إلى ارتفاع مستويات الكالسيوم في الدم وجميع الأنسجة) ويسبب تكلسًا نقليًا . تتجمع رواسب ملح الكالسيوم القاعدية ، أولاً في الميتوكوندريا، ثم تدريجياً في جميع أنحاء الخلية. هذه التكلسات هي مؤشر على إصابة الخلايا المجهرية السابقة، والتي تحدث في مناطق نخر الخلية عندما تربط الفوسفاتازات المنشطة أيونات الكالسيوم بالفوسفوليبيدات في الغشاء.

## تكلس في الأنسجة الميتة
1. يعد النخر الجبني في مرض السل أكثر المواقع شيوعًا للتكلس الضمور.
2. قد يتكلس النخر المسال في الخراجات المزمنة.
3. يؤدي نخر الدهون بعد التهاب البنكرياس الحاد أو نخر الدهون الرضحي في الثدي إلى ترسب صابون الكالسيوم.
4. قد تخضع عوائق DC
5. الجلطة الدموية ، وخاصة في الأوردة، قد تنتج phlebolithis .
6. قد تخضع الأورام الدموية في المنطقة المجاورة للعظام للـ DC
7. قد تتكلس الطفيليات الميتة مثل بيض البلهارسيا.
8. يمكن رؤية داء المقوسات الخلقي أو الفيروس المضخم للخلايا أو الحصبة الألمانية على الأشعة السينية كتكلسات في الدماغ.

المسح الضوئي للألوان المعتمدة على الكثافة (DDC-SEM) لتكلس القلب والأوعية الدموية ، يظهر في جزيئات فوسفات الكالسيوم الكروية البرتقالية (مادة أكثر كثافة) ، وباللون الأخضر ، المصفوفة خارج الخلية (مادة أقل كثافة).

## التكلس في الأنسجة المتدهورة
1. قد تتعرض الندبات الكثيفة إلى تنكس زجاجي وتكلس.
2. كثيرًا ما تخضع العصيدة في الشريان الأورطي والشرايين التاجية للتكلس. [3] [4]
3. الخراجات يمكن أن تظهر التكلس.
4. تكلس الجلد هو حالة يوجد فيها رواسب عقيدية غير منتظمة من أملاح الكالسيوم في الجلد والأنسجة تحت الجلد.
5. التغييرات التنكسية الخرف قد تكون مصحوبة بالتكلس.
6. قد يؤدي الاضطراب الموروث الورم الكاذب المرن إلى ظهور خطوط وعائية مع تكلس غشاء Bruch ، وهو النسيج المرن أسفل حلقة الشبكية.